# Mijáilivka (Alchevsk)
Mijáilivka (en ucraniano: Михайлівка; en ruso: Михайловка, romanizado: Mijáilovka) es un asentamiento urbano ucraniano perteneciente al óblast de Lugansk. Situado en el este del país, hasta 2020 pertenecía al raión de Perevalsk, pero hoy es parte del raión de Alchevsk y del municipio (hromada) de Mijáilivka.
La ciudad se encuentra ocupada por Rusia desde la guerra del Dombás, siendo administrada como parte de la de facto República Popular de Lugansk.

## Geografía
Mijáilivka está a orillas del río Bila (afluente del río Lugan), a 11 km de Perevalsk.

## Historia
El asentamiento se mencionó por primera vez en 1787. 
Mijáilivka formó parte de la uyezd de Slavianoserbsk en la gobernación de Yekaterinoslav. En 1878 se construyó allí la iglesia en honor al Arcángel Miguel y la escuela del pueblo. En 1904, una organización clandestina imprimió en secreto folletos para el POSDR en el pueblo. En diciembre de 1917, el pueblo cayó bajo el dominio soviético. 
Durante el Holodomor (1932-1933), 88 habitantes fallecieron en el pueblo. Desde 1938 Mijáilivka tiene la condición de asentamiento de tipo urbano. 
Durante la Segunda Guerra Mundial, 563 residentes del asentamiento fueron al frente. 312 de ellos murieron. Los supervivientes recibieron órdenes y medallas.
En 1974, el pueblo vivía principalmente de la fábrica de cría y procesamiento de aves, y de la fábrica Kommounarska.
En la primavera de 2014, Mijáilivka quedó bajo la autoridad de la República Popular de Lugansk en el marco de la guerra del Dombás. El 23 de mayo de 2015, el comandante de la brigada paramilitar Prizrak, Alekséi Mozgovoy, fue asesinado cerca del pueblo. 

## Estatus administrativo
Hasta julio de 2020, Mijáilivka formó parte del raión de Perevalsk. Como resultado de la reforma de 2020 de las divisiones administrativas de Ucrania, en julio de 2020 el número de raiones del óblast de Lugansk se redujo a seis y se creó el raión de Alchevsk.
Sin embargo, el área de raión está controlada por la República Popular de Lugansk, que continúa utilizando las antiguas divisiones administrativas de Ucrania anteriores a 2020.

## Demografía
La evolución de la población entre 1859 y 2019 fue la siguiente:
| 510                                                           | 990 | 3594 | 2443 | 2467 | 2443 | 2373 |
| (Fuente: Cities & Towns of Ukraine y UKRAINE: Größere Städte) |     |      |      |      |      |      |

Según el censo de 2001, el 76,4% de la población son ucranianos y el 23,05% son rusos. En cuanto al idioma, la lengua materna de la mayoría de los habitantes, el 64,46%, es el ucraniano; del 35,12% es el ruso.

## Infraestructura

### Arquitectura, monumentos y lugares de interés
Uno de los lugares más destacados es la iglesia de San Miguel Arcángel, construida en 1827 por los terratenientes Pável y Mijáil Miokovitch, ampliada en 1900 y equipada con un campanario. Además se conservan la mansión de los terratenientes Miokovitch.
En el asentamiento también hay un museo en honor a Boris Grinchenko, un poeta ucraniano.

### Transporte
Por Mijáilivka discurre por la autopista M04, que coincide con la E50. Se encuentra a 9 km de la estación de tren más cercana, Kommunarsk, en la línea Rodakove-Debáltseve.

## Personas ilustres
- Natalia Poklónskaya: abogada y fiscal rusa, que trabajó como fiscal general de la República de Crimea y como embajadora de Rusia en Cabo Verde.[13]